# Stefania Casini
Stefania Casini (Villa di Chiavenna, 4 de setembre de 1948) és una actriu, guionista, directora i productora italiana,

## Biografia

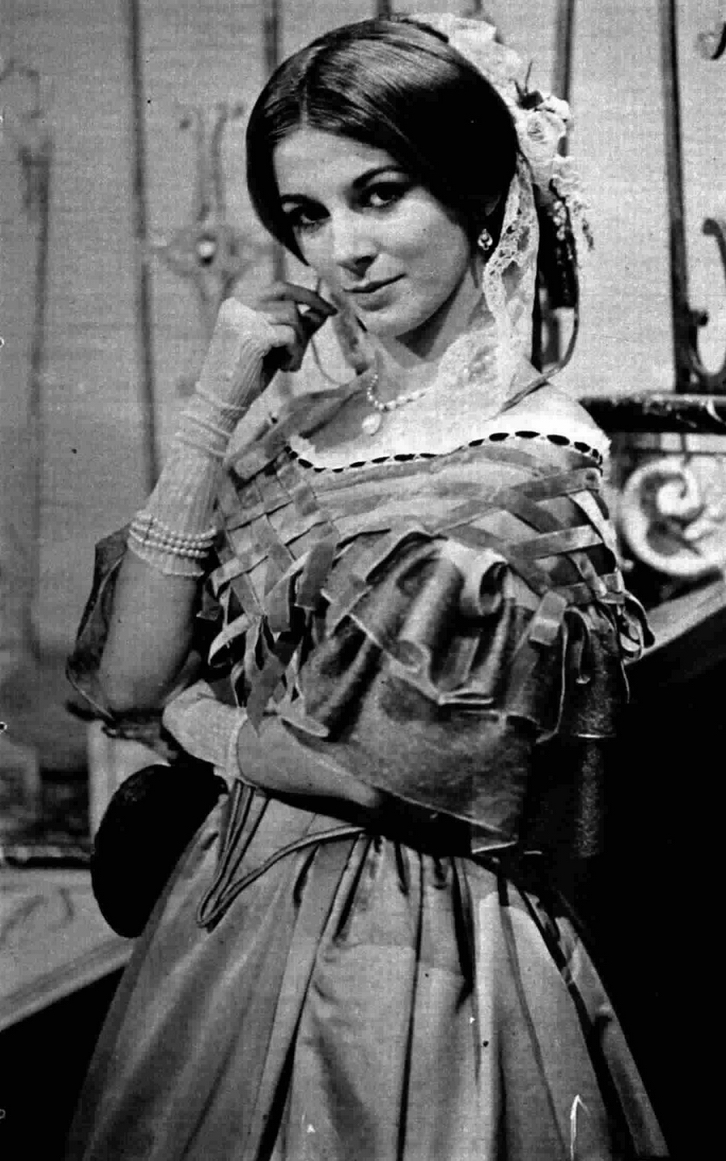
Stefania Casini al teatro el 1971

Es va graduar en arquitectura al Politecnico di Milano, i al mateix temps va continuar els seus estudis en interpretació. Després d'una rendible activitat teatral, és sol·licitada per Pietro Germi per a la pel·lícula Le castagne sono buone (1970), en què interpreta el paper de Carla, la noia amb qui cau el protagonista Luigi. in love, interpretat per Gianni Morandi. L'any següent va tornar al teatre en el paper protagonista, al costat de Tino Buazzelli, a Sis personatges en cerca d'autor de Luigi Pirandello: es converteix en l'actriu més jove que ha interpretat aquest paper, als 22 anys.
A principis de la dècada de 1970 també va treballar en doblatge, per a la cooperativa Cine Video Doppiatori. En particular, presta la seva veu al personatge de Caterina, interpretat per Carole André, a la pel·lícula Don Camillo e i giovani d'oggi (1972) de Mario Camerini, i a la de Virginia, interpretada per Jane Birkin, a Bruciati da cocente passione (1976) de Giorgio Capitani.
Després d'algunes aparicions secundàries en pel·lícules com D'amore si morto (1971), va assolir protagonisme amb la pel·lícula La cuginaí d'Aldo Lado (1974); L'èxit es va ampliar després amb el paper de Neve, una prostituta epilèptica, a la pel·lícula Novecento (1976) de Bernardo Bertolucci, que també va generar força enrenou en l'escena de que acarona els òrgans sexuals de Robert De Niro i Gérard Depardieu. Altres interpretacions d'aquesta fase de la seva carrera inclouen les de Blood for Dracula (1974) de Paul Morrissey i Antonio Margheriti, Luna di miele in tre (1976) de Carlo Vanzina, al costat de Renato Pozzetto, Suspiria (1977) de Dario Argento i Ciao maschio (1978) de Marco Ferreri. Considerat entre els sex symbols italians de l'època, en aquests anys sense vels també apareix a l'edició italiana de Playboy.

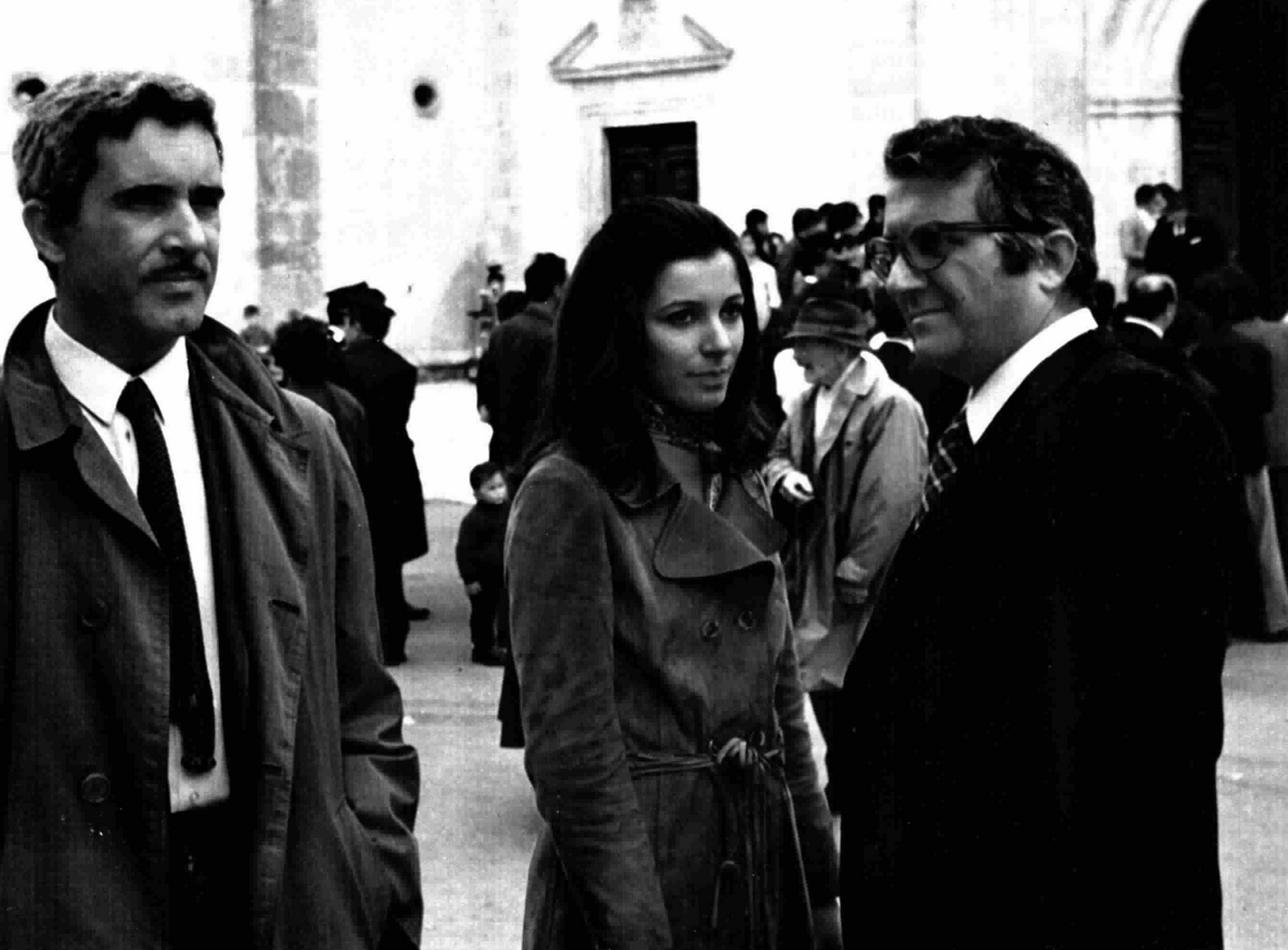
Mico Cundari, Stefania Casini i Corrado Olmi al set el 1973

El 1978 va ser cridada per presentar el Festival de Sanremo, flanquejada per Beppe Grillo, Maria Giovanna Elmi i l'organitzador Vittorio Salvetti, una de les primeres dones en representar el àèr. A finals de la dècada, ja no estimulada per un sistema cinematogràfic que entrava en crisi, es va traslladar als Estats Units d'Amèrica on va començar l'activitat. de periodista, fent diversos reportatges per a la televisió italiana.
Des dels anys vuitanta, doncs, es dedica exclusivament a l'activitat de director-periodista. Al cinema està darrere de la càmera, entre d'altres, Lontano da dove (1983) i Un paradiso di bugie (1997), ambdues amb Claudio Amendola, mentre que per a la pantalla petita treballa tant per a Rai, per a la qual crea algunes sèries com Storie di donne i Avere 20 anni a..., com per a la naixent televisió comercial. També torna ocasionalment a la interpretació, com en produccions internacionals com El ventre d'un arquitecte (1987) de Peter Greenaway, o italianes com Maledetto il giorno che t'ho incontrato (1992) de Carlo Verdone i la sèrie de televisió Donna (1996) i Incantesimo (2003).

## Filmografia

### Actriu

#### Cinema

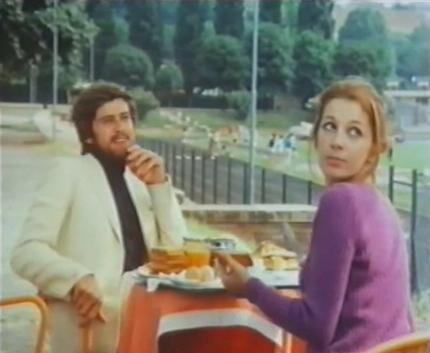
Gianni Morandi i Stefania Casini a Le castagne sono buone (1970)

- Le castagne sono buone, dirigida per Pietro Germi (1970)
- D'amore si muore, dirigida per Carlo Carunchio (1972)
- Un modo di essere donna, dirigida per Pier Ludovico Pavoni (1973)
- La cugina, dirigida per Aldo Lado (1974)
- Blood for Dracula, dirigida per Paul Morrissey (1974)
- Squadra volante, dirigida per Stelvio Massi (1974)
- Non si scrive sui muri a Milano, dirigida per Raffaele Maiello (1975)
- Nella profonda luce dei sensi, dirigida per Beni Montresor (1975)
- L'ambizioso, dirigida per Pasquale Squitieri (1975)
- Le grand délire, dirigida per Dennis Berry (1975)
- Come ti rapisco il pupo, dirigida per Lucio De Caro (1976)
- Luna di miele in tre, dirigida per Carlo Vanzina (1976)
- Novecento, dirigida per Bernardo Bertolucci (1976)
- I prosseneti, dirigida per Brunello Rondi (1976)
- Bad, dirigida per Jed Johnson (1977)
- Maschio latino... cercasi, dirigida per Giovanni Narzisi (1977)
- Suspiria, dirigida per Dario Argento (1977)
- Ciao maschio, dirigida per Marco Ferreri (1978)
- Come perdere una moglie... e trovare un'amante, dirigida per Pasquale Festa Campanile (1978)
- Solamente nero, dirigida per Antonio Bido (1978)
- Ammazzare il tempo, dirigida per Mimmo Rafele (1979)
- Dedicato al mare Egeo, dirigida per Masuo Ikeda (1979)
- Parano, dirigida per Bernard Dubois (1980)
- Habibi, amor mio, dirigida per Luis Gomez Valdivieso (1981)
- Lontano da dove, dirigida per Stefania Casini e Francesca Marciano (1983)
- El ventre d'un arquitecte, dirigida per Peter Greenaway (1987)
- Maledetto il giorno che t'ho incontrato, dirigida per Carlo Verdone (1992)
- Maicol Jecson, dirigida per Francesco Calabrese i Enrico Audenino (2013)
- Dafne, dirigida per Federico Bondi (2019)
- L'orafo, dirigida per Vincenzo Ricchiuto (2022)

#### Televisió
- Re Cervo, dirigida per Andrea Camilleri (1970)
- Il croguolo, dirigida per Tino Carraro (1971)
- Bernadette Devlin, dirigida per Silvio Maestranzi – film TV (1971)
- Nessuno deve sapere, dirigida per Mario Landi (1971)
- ESP, dirigida per Daniele D'Anza – guió TV (1973)
- La scuola delle mogli, dirigida per Vittorio Cottafavi (1973)
- Gli occhi del drago, dirigida per Piero Schivazappa (1977)
- È stato così, dirigida per Tomaso Sherman (1977)
- L'inseguitore, dirigida per Mario Foglietti (1977)
- Il giovane dottor Freud, dirigida per Alessandro Cane (1980)
- Illa: Punto d'osservazione, dirigida per Daniele D'Anza (1981)
- De bien étranges affaires, dirigida per Juan Luis Buñuel (1982)
- Clémence Aletti, dirigida per Peter Kassovitz (1985)
- Donna – serie TV (1996)
- Incantesimo – serie TV (2003)

### Director
- Lontano da dove (1983)
- Fun Jump (1988)
- I cavalieri del cross (1988)
- Cuore in gola (1988)
- Vincere per vincere (1990)
- Scheggia di vento (1990)
- Un paradiso di bugie (1997)
- Made in Albania – documental (2012)

### Dobladora
- Carole André a Don Camillo e i giovani d'oggi
- Jane Birkin a Bruciati da cocente passione